# Robert Bonfiglio
Robert Bonfiglio (Milwaukee, 6 septembre 1950) est un virtuose américain de l'harmonica classique. Il est décrit par le critique musical du Los Angeles Times, comme « le Paganini de l'harmonica » et connu pour ses nombreux enregistrements ainsi que des spectacles mettant en vedette l'instrument.

## Biographie
Bonfiglio naît à Milwaukee, dans le Wisconsin. Il est le fils d'un chirurgien orthopédique et grandit à Iowa City. Jouant de l'accordéon diatonique dès l'âge de treize ans, et participant adolescent à des groupes locaux de blues, il n'a cependant pas encore l'intention de devenir musicien professionnel. Il s'inscrit à l'Université de l'Arizona pour étudier la chimie, mais parallèlement s'intéresse aux possibilités de l'harmonica chromatique. Après un voyage en Allemagne dans les années 1970, où il a assisté à un séminaire à Trossingen, donné par un maître de l'harmonica, Cham-Ber Huang, il opte pour la carrière musicale. Il s'inscrit au Mannes College of Music de New York, où il étudie la composition. Le Mannes, à l'époque, comme dans les autres grands conservatoires de musique aux États-unis, n'offre pas de classe d'harmonica. Cependant, Bonfiglio étudie également les classiques de l'harmonica avec Cham-Ber Huang pendant cinq ans, et à titre privé, est entraîné par Andrew Loyla, le premier flûtiste de l'orchestre du New York City Ballet depuis plus de dix ans. Pendant ce temps, il ajoute à son répertoire tous les classiques de la musique composée pour l'harmonica,. Après l'obtention de son Baccalauréat en musique au Mannes college, Bonfiglio effectue des supérieures à l'École de musique de Manhattan. Son professeur de composition est Charles Wuorinen, qui lui a dit qu'il pourrait faire plus avec l'harmonica classique qu'avec la composition, parce que c'était un créneau particulier. Il remporte la première bourse Milhaud pour étudier la composition à l'Aspen Music Festival avec Aaron Copland.

### Carrière
Après son diplôme de l'École de musique de Manhattan, avec son Master, Bonfiglio se prend en charge en tant que musicien à New York, pour des sessions de travail, sur des publicités et des bandes son de programmes de télévision et de films, notamment pour Kramer contre Kramer et Les Saisons du cœur. Sa percée en tant qu'artiste de concert vient en 1986, lorsqu'il exécute la première mondiale du Concerto pour harmonica d'Henry Cowell avec le Brooklyn Philharmonic Symphony Orchestra dirigé par Lukas Foss.

### Vie personnelle
Bonfiglio est marié à la flûtiste Claire Hoffman. Le couple a fondé le festival de musique du Grand Canyon en 1984 et continue à servir ses directeurs artistiques

## Discographie
- Villa-Lobos, Concerto pour harmonica, Bachianas brasileiras, avec le New York Chamber Symphony (1989, RCA Victor)
- Through the Raindrops (1992, High Harmony Records)
- Live at the Grand Canyon (septembre 1993 et septembre 1994, High Harmony Records) Enregistré au festival de musique du Grand Canyon.